# Aldri annet enn bråk
Aldri annet enn bråk är en norsk svartvit dramakomedi från 1954 i regi av Edith Carlmar. Filmen är en realistisk skildring av en fembarnsfamilj som bor i en liten lägenhet i Oslo. Föräldrarna spelas av Turid Haaland och Stig Egede-Nissen och äldsta dottern av Vigdis Røising.

## Handling
Familjen Bråten bor tillsammans i en liten lägenhet i utkanten av Oslo. Modern Huldar är familjens mittpunkt, medan fadern är en innesluten arbetare som ofta ryter åt barnen. Dottern Maiken flyttar en dag hemifrån vilket ger hennes liv ett nytt innehåll.

## Rollista
- Turid Haaland – Hulda Bråten
- Stig Egede-Nissen – Bråten
- Vigdis Røising – Maiken
- Sven Libaek – Sverre
- Wilfred Werner – Erik
- Didi Grimsgaard – Vesla
- Andreas Diesen – Roy
- Arvid Nilssen – Andersen
- Nona Bækken – Fru Lund
- Gunnar Olram – Cornelius Wang
- Synnøve Gleditsch – Fru Wang
- Svein Bruun-Lie – Olaf
- Burre Lech-Hanssen – Willy
- Lydia Opøien – Fru Ramberg
- Karin Hox – Rose
- Jorun Eriksen – Ella
- Willy Kramer Johansen – kriminalkonstapeln
- Egil Hjorth-Jenssen – handelsman
- Anita Ellingsen – damen i bilen

## Om filmen
Aldri annet enn bråk producerades av Otto Carlmar för hans bolag Carlmar Film AS. Den bygger på Martha Sandwall-Bergströms roman med samma namn, vilken omarbetades till filmmanus av Otto Carlmar. Filmen fotades av Mattis Mathiesen och klipptes av Bjørn Breigutu. Musiken komponerades av Christian Hartmann och framfördes med Øivind Bergh som dirigent. Filmen hade premiär den 30 augusti 1954 i Norge.